# Arnaldo Nesti
Arnaldo Nesti (Agliana, 14 marzo 1932 – Firenze, 24 agosto 2024) è stato un sociologo, teologo e scrittore italiano, considerato uno dei maggiori sociologi delle religioni.

## Biografia
Nacque in una famiglia di agricoltori da Ippolito e da Maria Galeassi. Frequentò la locale scuola elementare tenuta dalle suore Mantellate, terminata la quale nel 1942 venne avviato, appena decenne, al seminario vescovile di Pistoia per frequentarvi l'anno preparatorio alla prima classe della scuola media. Superato l'esame finale, frequentò come privatista la prima media ad Agliana, in quanto il seminario dal 1943 al 1945 era rimasto chiuso per cause belliche. Terminata la guerra, il 14 ottobre 1945, tornò in Seminario per proseguire gli studi.
Alla fine del ginnasio, nel 1947, durante un pranzo in seminario, ebbe occasione di conoscere e parlare con Giorgio La Pira. L’incontro con questa personalità carismatica e la successiva lettura del suo libro Per una architettura cristiana dello Stato costituirono un punto di svolta determinante per la traiettoria futura del suo pensiero. Durante gli anni di studio in seminario, grazie ad un giovane insegnante (O. Melani), scoprì la sociologia e se ne appassionò..
Il 29 giugno 1955 venne ordinato sacerdote. Trascorse tre anni nella parrocchia di Seano, una frazione di Carmignano, come coadiutore dell'anziano parroco. Terminata questa esperienza, nel novembre del 1958 venne incaricato di aprire e dirigere a Pistoia la locale sede del "Centro di Studi Sociali", promossi a livello centrale dal gesuita Antonino Gliozzo. Una esperienza, durante la quale le sue idee si trovarono spesso in contrasto con quelle dell' «...integrismo cattolico...» allora imperante,, e che terminò nel 1963 quando il centro venne chiuso per mancanza di fondi. Nel novembre di quello stesso anno si spostò a Roma per frequentare la facoltà di Teologia della Pontificia Università Lateranense. Nel giugno 1964 ottenne brillantemente la licenza con i complimenti di Mons. Antonio Piolanti.. Subito dopo iniziò a frequentare i corsi della International University for Social Sciences (Pro Deo) sempre in Roma e vi si addottora nell'aprile del 1967 con una tesi sul pensiero religioso di Antonio Gramsci dal 1969 al 1971 fu incaricato di Sociologia della Religione presso il Pontificio Ateneum Marianum di Roma.

Dal 1982 al 1997 insegnò nello "Spring Semest. " : Italian Contemporary History" nella California State University (International Program in Florence).
Fu Visiting professor a Lima (Peru 1979), Ciudad de Mexico (Messico 1987) 1987, 2001), Sevilla (Spagna, 1988). 
Dal 2002 fu direttore del Centro Internazionale di studi sul religioso contemporaneo (CISRECO) con sede a San Gimignano.

Dal 1986 fu direttore di "Religioni e Società". Quarterly review of social science for religion. Firenze, University Press.
Dopo il saggio L'altra Chiesa, i comunisti, frutto di una tra le sue prime ricerche sociologiche, che non fu accettato dalla CEI che lo censurò, ne scrisse molti altri, di carattere sociologico o sociologico-storico, come Terra Betinga e Provincialia; scrisse anche un saggio segnatamente autobiografico, Il mio novecento e approdò infine al romanzo storico, narrando le vicende di una famiglia toscana nel periodo tra le due guerre mondiali.
Morì a Firenze, sua città di residenza da molti anni, nel 2024.

## Opere
- I comunisti, l’altra Italia, problema religioso, Bologna, Edizioni Dehoniane, 1969.
- Gesù socialista, una tradizione popolare italiana, Torino, Editrice Claudiana, 1974.
- Arnaldo Nesti e Antonio Carbonaro, La cultura negata, caratteri e potenzialità della cultura popolare, Firenze, Guaraldi, 1975.
- Anonimi compagni, le classi subalterne sotto il fascismo, Roma, Coines editore, 1976.
- Utopia e società; per una sociologia dell’utopia - antologia, Roma, Janua, 1979.
- Una cultura del privato: morfologia e significato della stampa devozionale italiana, Torino, Claudiana, 1980.
- Le fontane e il borgo, Roma, Janua, 1982.
- Il religioso implicito, Roma, Janua, 1985.
- Terra Betinga, Agliana, Alina ad Silvam editrice, 1988.
- Politica e stato delle anime – La religione in Toscana dall’unità al secondo dopoguerra - Saggi, Firenze, Ponte alle Grazie editore, 1992.
- I labirinti del sacro, itinerari di sociologia della religione, Roma, Borla, 1993.
- Il cattolicesimo degli italiani: religione e culture dopo la secolarizzazione, Milano, Guerini editore, 1997.
- Qual’è la religione degli italiani? Religioni civili, Mondo cattolico, Ateismo devoto, Fede, Laicità, Firenze, University Press, 2006.
- Provincialia, scavi nell’identita degli italiani, Firenze, Edizioni Polistampa, 1999.

- After the militant the volunteer, beyond the secularization, Milano, Franco Angeli editore, 2002.
- Arnaldo Nesti (a cura di), Laboratorio Iran, cultura. religione, modernità in Iran, Milano, Franco Angeli, 2003.
- Lasciatemi cantare – L’Ethos diffuso degli italiani, Verona, Gabrielli editori, 2014.
- Individualismo, spunti di storia e antropologia degli italiani, Verona, Gabrielli editori, 2016.
- La scomunica: cattolici e comunisti in Italia, prefazione di Achille Occhetto e Luigi Bettazzi, Bologna, Edizioni Dehoniane, 2018.
- L’incerto domani, spiragli spitituali, Roma, Aracne, 2020.
- La famiglia Nellis – una storia d’amore e di passione politica nella campagna toscana lungo il ventennio – Romanzo Storico, parte I, Bologna, Diogene Multimedia, 2020.
- Che malinconia l’impossibile! - Nellis in costante cammino tra gli Appennini toscani e il “Cielito lindo” dell’America latina – Romanzo Storico, parte II, Bologna, Diogene Multimedia, 2021.
- Il silenzio e la bellezza – Vivere da inquilini dell’Universo – dalla stagione del dissenso cattolico all’epoca della pandemia, Bologna, Diogene Multimedia, 2021.
- Sotto un cielo senza stelle, Auschwitz – Sulla Shoa che non finisce ancora, Bologna, Diogene Multimedia, 2022.